# Renáta Csiki
Renáta Csiki (ungarisch: Csiki Renáta; * 3. April 1994 in Budapest) ist eine ungarische Handball- und Beachhandballspielerin. Seit 2014 gehört sie als Specialist zum Kader der ungarischen Nationalmannschaft im Beachhandball und hat dabei mit der Nationalmannschaft wie auch ihren Vereinsmannschaften mehrere internationale und nationale Erfolge erreicht. Ihr Bruder Norbert Csiki ist Fußballprofi.

## Hallenhandball
Csiki spielte zunächst in der Jugendmannschaft von Fehérvár KC und später in der ersten Mannschaft von Multicem Szentendrei NKE in der zweiten und dritten ungarischen Liga. Seit der Saison 2019/20 spielt sie für Esztergomi Vitézek RAFC.

## Beachhandball

### Beachhandball international
An ihrem ersten internationalen Turnier nahm Csiki mit der ungarischen Beachhandball-Nationalmannschaft der Juniorinnen bei den Junioreneuropameisterschaften 2013 in Randers, Dänemark teil. Ungarn gewann die ersten Spiele gegen die Schweiz, Russland, Spanien, Dänemark und Norwegen ohne Probleme, erst das letzte Spiel der Vorrunde gegen die Türkei wurde im Shootout verloren. Als gruppenerste Mannschaft zog Ungarn in das Halbfinale ein. Csiki war gegen Spanien mit 16 Punkten erfolgreichste ungarische Werferin, gegen Norwegen mit 12 und die Türkei mit 13 Punkten jeweils gemeinsam mit Kitti Gróz. Auch beim Halbfinalsieg gegen Russland war sie mit 14 Punkten erfolgreichste Werferin. Beim deutlichen Finalsieg steuerte sie das einzige Mal im Turnier keinen Punkt bei.
Im Jahr darauf waren die Weltmeisterschaften 2014 in Recife, Brasilien, der Saisonhöhepunkt. Csiki gelang mit der ungarischen Nationalmannschaft bei ihrem ersten A-Turnier am ersten Tag ein idealer Start in das Turnier. Nachdem Thailand geschlagen werden konnte, wurde auch Argentinien besiegt. Am zweiten Tag wurden die Spanierinnen im Shootout besiegt. Der dritte Tag begann mit einem Sieg gegen die Ukraine. Erst im letzten Spiel gegen die Dänemark gab es die erste Turnierniederlage. Trotz der Niederlage zogen die Ungarinnen als Tabellenerste in die Hauptrunde ein. Dort wurden Italien und im Shootout Norwegen besiegt. Auch dieses Mal gab es erst beim letzten Spiel, nun gegen Brasilien, eine Niederlage. Als Tabellenzweite gingen die Ungarinnen in die Halbfinals, hier besiegten sie die Mannschaft der Ukraine in zwei Durchgängen. Im Finale gab es eine Niederlage gegen die Brasilianerinnen. Ungarn erhielt erneut den Fair-Play-Preis.
Zur Europameisterschaft 2015 in Lloret de Mar, Spanien, trat Ungarn als titelverteidigende Mannschaft an. Bei ihren ersten Europameisterschaften gelang Csiki erneut ein gutes Turnier, obwohl es im ersten Spiel gegen Russland zunächst eine Niederlage im Shootout gab und sie selbst ohne Treffer blieb. Alle weiteren fünf Spiele gegen Deutschland, Polen, Serbien, die Schweiz und Italien wurden zumeist in überzeugender Manier gewonnen, einzig das Spiel gegen Serbien war sehr knapp und das gegen Polen wurde erst im Shootout gewonnen. Gegen Deutschland war sie gemeinsam mit Ketz mit zehn Punkten beste Werferin, insgesamt erzielte sie 20 Punkte in den Vorrundenspielen. In der Hauptrunde gab es zunächst einen Sieg im Shootout gegen die Ukraine, danach eine Niederlage gegen Spanien. Als Vorrundenzweite erreichten die Ungarinnen das Viertelfinale. Dort wurde Russland ebenso wie Italien im Shootout geschlagen. Auch das Finale, zu dem Csiki vier Punkte beisteuerte, wurde erst in Shootout gewonnen. Als eine von drei Ungarinnen wurde Csiki neben Ágnes Győri und Bozsana Fekete für zwei Demonstrationsspiele nach Lausanne berufen, bei dem Beachhandball, das als Kandidat für die Olympischen Sommerspiele um Aufnahme in das olympische Programm warb, für die Mitglieder des IOC demonstriert wurde.
Die Weltmeisterschaften 2016 wurden im heimischen Budapest ausgetragen. Ungarn startete mit einem Zwei-Satz-Sieg gegen Thailand in das Turnier und gewann noch am ersten Tag auch das zweite Spiel gegen Argentinien im Shootout. Der zweite Tag begann mit einem Sieg im Shootout über Australien, das zweite Spiel gegen Spanien wurde verloren. Im letzten Vorrundenspiel wurden die Italienerinnen bezwungen. Als zweitplatzierte Mannschaft zog Ungarn in die Hauptrunde ein, wo es gegen Norwegen und Brasilien jeweils im Shootout unterlag. Nur das letzte Spiel gegen Taiwan wurde gewonnen. Als Viertplatzierte zogen die Ungarinnen in das Halbfinale ein, unterlagen dort jedoch einmal mehr den Brasilianerinnen. Auch das Spiel um die Bronzemedaille ging gegen Norwegen im Shootout verloren. Sie wurde als bester Specialist in das All-Star-Team berufen.
Für die Europameisterschaften 2017 am Jarun-See in Kroatien wurde ein sehr junges ungarisches Nationalteam berufen, Csiki gehörte das erste Mal seit ihrer ersten Berufung in die A-Nationalmannschaft 2014 nicht zum Aufgebot. Für die Weltmeisterschaften 2018 war Ungarn erstmals seit den Weltmeisterschaften 2008 wie schon im Vorjahr für die World Games 2017 nicht qualifiziert.

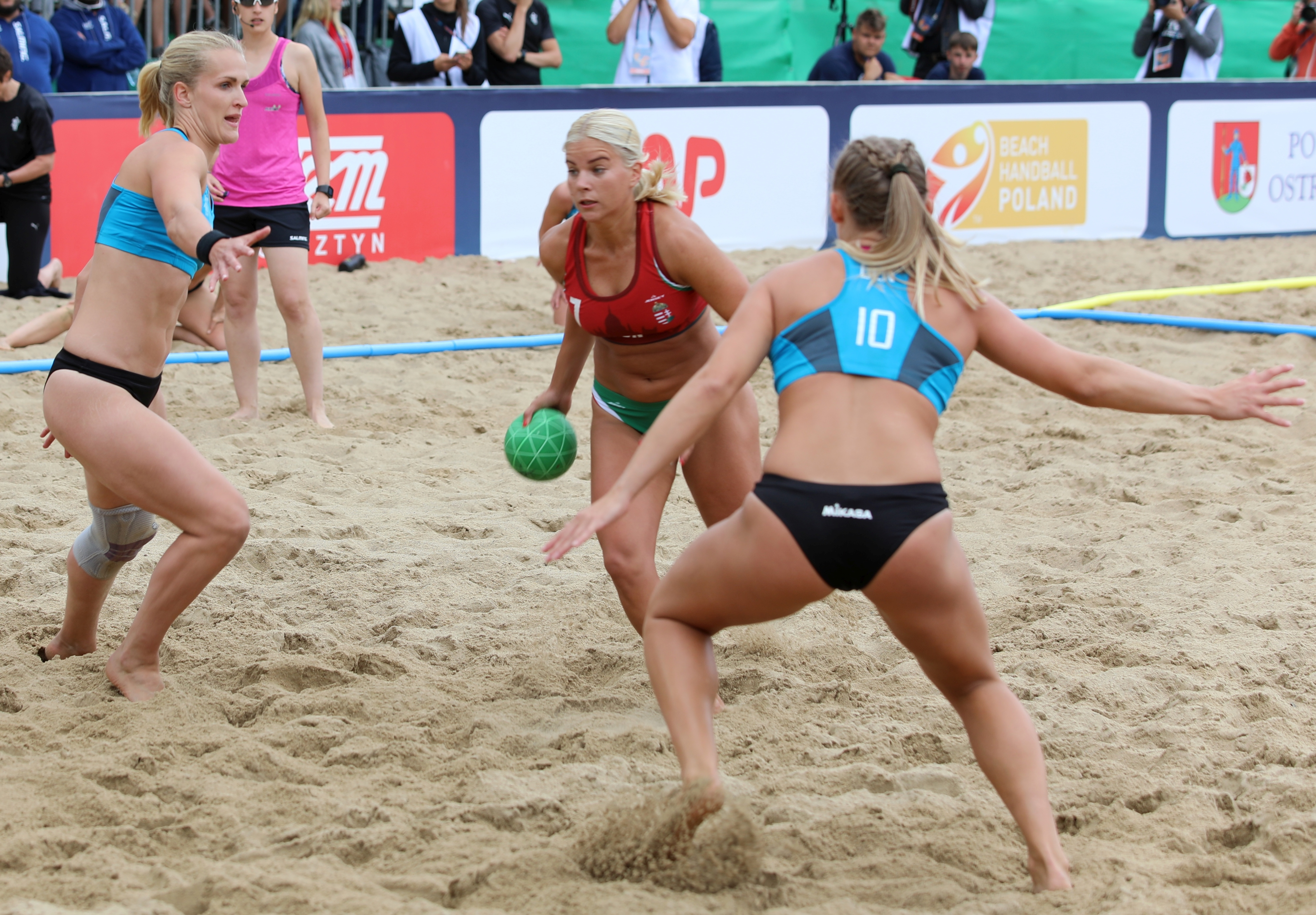
Csiki (Mitte, rot) im Finale der Europameisterschaften 2019 im Angriff gegen die dänischen Verteidigerinnen Camilla Fangel (links) und Kaja Kamp Nielsen (rechts)

Zum zweiten Mal trat Csiki mit der ungarischen Nationalmannschaft bei den Europameisterschaften 2019 in Stare Jabłonki  an. Gegen Polen, Frankreich, Portugal und Zypern konnten alle Spiele der Vorrunde gewonnen werden. Im ersten Spiel erzielte sie mit 12 Punkten die meisten ihrer Mannschaft, im zweiten Spiel gemeinsam mit Réka Király mit jeweils acht Punkten, gegen Portugal mit 16 Punkten. Weitaus weniger gut verliefen die Spiele der Hauptrunde. Alle drei Spiele gegen Kroatien, die Niederlande und Norwegen gingen verloren. Als Viertplatzierte der Hauptrunde konnte sich Ungarn gerade so in das Viertelfinale retten. Dort wurde Spanien im Shootout besiegt. Im Halbfinale gelang die Revanche gegen die Niederlande und Ungarn zog in das Finale gegen Dänemark ein. Csiki erzielte mit 16 Punkten wieder die meisten ihrer Mannschaft. Dort wurde der erste Satz klar verloren. Im zweiten Durchgang hingegen war das Spiel sehr ausgeglichen. Sekunden vor Schluss gelang Rebeka Benzsay der Ausgleich für Ungarn. Während sich schon fast alle auf eine Fortsetzung des Durchgangs und ein Golden Goal eingestellt hatten, gelang Dänemark durch Ann Cecilie Møller mit einem letzten Angriff in der Schlusssekunde der Siegtreffer. Csiki kam in neun der zehn Spiele zum Einsatz, einzig gegen Zypern wurde sie in der Vorrunde geschont und erzielte mit 71 Punkten die meisten ihrer Mannschaft, in jedem der neun Spiele trug sie Treffer für ihre Mannschaft bei.
Es folgten die World Beach Games 2019 in ar-Rayyan, Katar, für die sich Ungarn mit dem guten Abschneiden bei den Europameisterschaften qualifizieren konnte. Die IHF hatte in Csiki schon vor dem Turnier neben der erfahrenen Torhüterin Ágnes Győri, der Defensivspielerin und Spielführerin Emese Tóth sowie der linken Flügelspielerin Fanni Friebesz eine der ungarischen Schlüsselspielerinnen ausgemacht. In der Vorrunde verlor Csiki mit der ungarischen Mannschaft gegen Brasilien, Argentinien und Dänemark, schlagen konnte sie die USA und Tunesien. Im Viertelfinale schlug Ungarn den Sieger der zweiten Vorrundengruppe und amtierenden Weltmeister Griechenland in zwei engen Sätzen. Im Halbfinale traf Ungarn auf die Überraschungsmannschaft des Turniers, die Vietnamesinnen, die zuvor die amtierenden Sieger der Südamerikanischen Beachgames aus Argentinien schlagen konnten. Vietnam konnte deutlich geschlagen werden. Im Finale traf Ungarn einmal mehr auf Dänemark, das dieses Mal in zwei sehr knappen Durchgängen das Turnier für sich entscheiden konnte.

### Beachhandball im Verein
National gewann Csiki mit der von János Gróz trainierten Mannschaft von Multicem Szentendrei NKE 2015, 2016, 2018 und 2018 die Titel bei den ungarischen Meisterschaften. 2018 und 2019 gewann sie zudem mit der Mannschaft den Beachhandball-Pokal, 2020 mit den OVB Beach Girls. Mit Szentendrei gewann sie zudem 2015 und 2018 den EHF Beach Handball Champions Cup. 2016 unterlag sie mit Szentendrei im Finale, 2017 wurde sie Dritte. 2015 wurde sie zum besten Specialist des Turniers gewählt.

## Erfolge

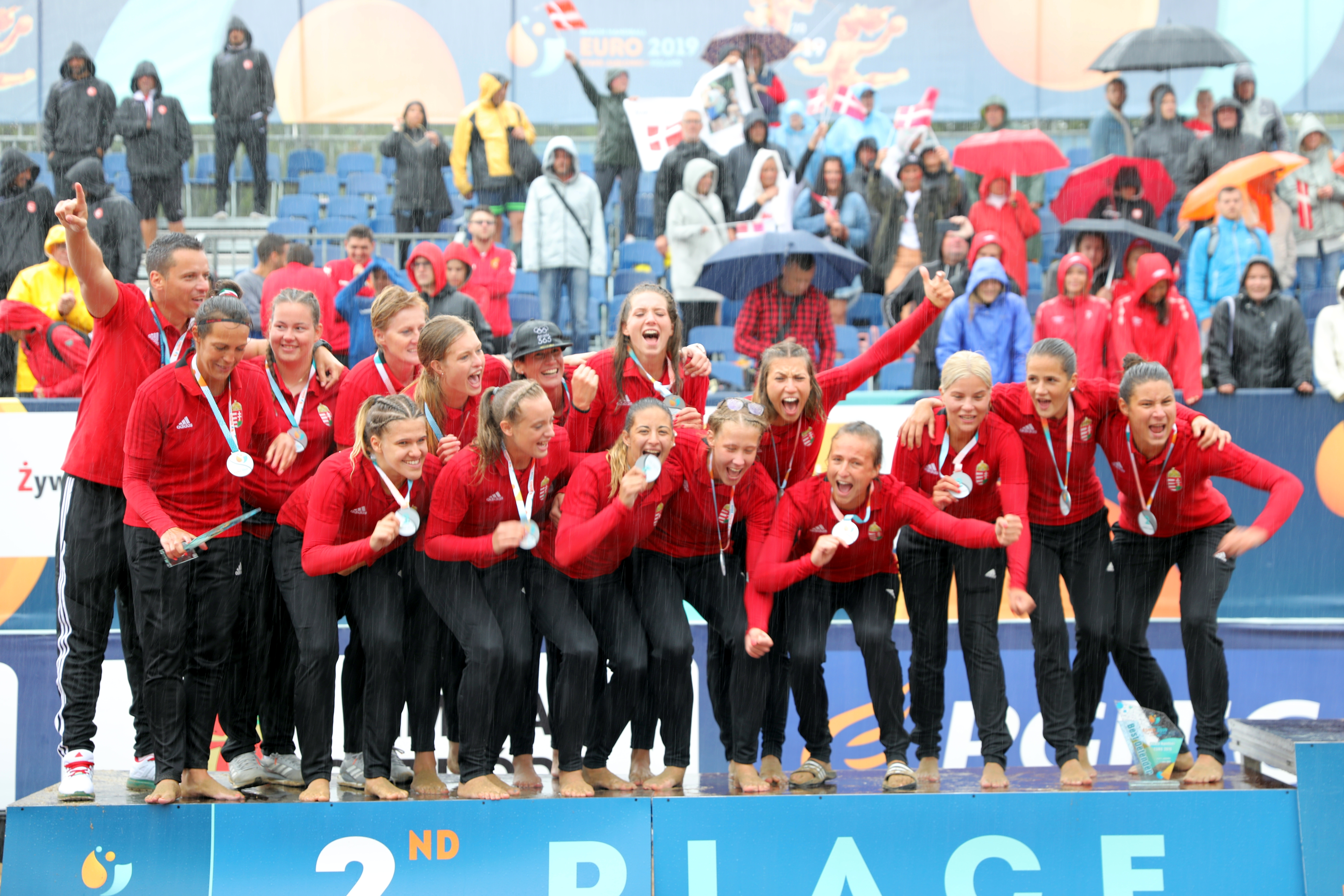
Die ungarischen Mannschaft bei der Siegerehrung der Europameisterschaften 2019

| World-Beach-Games - 2019 Beachhandball-Weltmeisterschaften - 2014 Beachhandball-Europameisterschaften - 2015 - 2019 Beachhandball-Jugend-/Junioreneuropameisterschaften - 2013 | Ungarische Beachhandball-Meisterschaften - 2015 - 2016 - 2017 - 2018 Ungarischer Beachhandball-Pokal - 2018 - 2019 - 2020 | Bester Specialist/All-Star-Team - Beachhandball-Weltmeisterschaften 2016 - EHF Beach Handball Champions Cup 2015 Weltauswahl - 2015 |

## Einzelbelege
1. ↑  European Handball Federation - 2013 Women's ECh Beach Handball 19 / Final Tournament. Abgerufen am 17. November 2020 (englisch).
2. ↑  European Handball Federation - 2015 Women's ECh Beach Handball / Final Tournament. Abgerufen am 17. November 2020 (englisch).
3. ↑  handball-world: Spectacle in Lausanne: IHF presented Beach handball to the IOC and its president Dr. Thomas Bach. Abgerufen am 4. Dezember 2020.
handball-world: IHF announced teams for the "Olympic presentation" of beach handball. Abgerufen am 4. Dezember 2020.
4. ↑  Beach Handball WCh 2016: The MVP award goes to Camila and Ivan. In: Handball Planet. 22. Juli 2016, abgerufen am 7. Dezember 2020 (amerikanisches Englisch).
5. ↑  European Handball Federation - 2019 Women's ECh Beach Handball / Final Tournament. Abgerufen am 18. November 2020 (englisch).
6. ↑  Team Details Page | IHF. Abgerufen am 7. Dezember 2020.
7. ↑  kézitörténelem.hu. Abgerufen am 5. Dezember 2020.
8. ↑  kézitörténelem.hu. Abgerufen am 5. Dezember 2020.
9. ↑  Ekaterinodar successfully defend title at Champions Cup. Abgerufen am 4. Dezember 2020 (englisch).
10. ↑  kézitörténelem.hu. Abgerufen am 5. Dezember 2020.
11. ↑  EOS Data Systems GmbH for European Handball Federation: European Beach Handball Tour. Abgerufen am 7. Dezember 2020 (englisch).

| Personendaten    | Personendaten                                                         |
| ---------------- | --------------------------------------------------------------------- |
| NAME             | Csiki, Renáta                                                         |
| ALTERNATIVNAMEN  | Renáta, Csiki (ungarisch); Csiki, Renáta Adrienn (vollständiger Name) |
| KURZBESCHREIBUNG | ungarische Handball- und Beachhandballspielerin sowie Trainerin       |
| GEBURTSDATUM     | 3. April 1994                                                         |
| GEBURTSORT       | Budapest                                                              |